# モハマド・アイディル・ザフアン・アブドゥル・ラザク
- モハメド・アイディル・ザフアン・アブドゥル・ラザク

モハメド・アイディル・ザフアン・アブドゥル・ラザク（Mohd Aidil Zafuan Abdul Radzak, 1987年8月3日 - ）は、マレーシアの元サッカー選手。ヌグリ・スンビラン州スレンバン出身。現役時代のポジションはディフェンダー。モハマド・ザフアン・アドハ・アブドゥル・ラザクは双子の弟。

## 所属クラブ
- ヌグリ・スンビランFA　2006-2011
- ATM FA 2011-2012
- ジョホール・ダルル・タクジムFC 2012-2023